# アルベルト・コスタ
アルベルト・コスタ・カサルス（Albert Costa Casals, 1975年6月25日 - ）は、スペイン・カタルーニャ州リェイダ出身の男子プロテニス選手。2002年全仏オープン男子シングルス優勝者である。シングルス自己最高ランキングは6位。身長180cm、体重78kg。右利き、バックハンド・ストロークは片手打ち。ATPツアーで2002年全仏オープンを含むシングルス12勝、ダブルス1勝を挙げた。

## 選手経歴
1993年にプロ入り。1995年全仏オープン4回戦で、コスタは過去に2度優勝経験のあるジム・クーリエを破り、トーマス・ムスターとの準々決勝まで進出した。この年にATPツアー初優勝を挙げたが、その決勝戦でムスターを破り、彼が1990年5月から続けていたクレーコートのトーナメント決勝戦における連続記録を「24連勝」で止めた。1997年に初の世界ランキングトップ10入り。2000年シドニー五輪で、コスタはアレックス・コレチャとの男子ダブルスで銅メダルを獲得した。シングルスでは1回戦でジンバブエ代表のケビン・ウリエットに敗れたが、コレチャとのダブルスでベスト4に勝ち進む。ダブルス準決勝ではオーストラリアのウッディーズに3-6, 6-7で敗れたが3位決定戦で南アフリカ代表のデイヴィッド・アダムズ/ジョン・ラフニー・デ・ヤーガー組に2-6, 6-4, 6-3で勝ち、スペイン代表選手としてテニス男子ダブルスの銅メダルをもたらした。
2002年全仏オープン決勝戦で、コスタはフアン・カルロス・フェレーロとのスペイン対決を6-1, 6-0, 4-6, 6-3で制し、4大大会初優勝を飾った。コスタにとってシングルス12勝目となり、最後の優勝になった。
大会前年優勝者として臨んだ2003年全仏オープンでは、1回戦から長い試合の連続だった。1回戦、2回戦、3回戦と準々決勝の4試合が、最終第5セットまでもつれる過酷な戦いになる。前年度の決勝で破ったフアン・カルロス・フェレーロに準決勝で敗れ、大会連覇はならなかったが、それまでの6試合で「21時間15分」コート上でプレーした。
2004年は低迷に悩みながらも、5月第1週にATPマスターズシリーズの1つであるローマ・マスターズの2回戦でロジャー・フェデラーを破った。この年にフェデラーを破った選手は、年間を通してわずか6人しかいなかったが、コスタはその1人に数えられる。
2005年にコスタは全豪オープン・全仏オープン・全米オープンですべて初戦敗退に終わり、全米オープン1回戦でレイトン・ヒューイットに敗れた試合が彼の最後の4大大会になった。2006年4月、コスタは地元バルセロナ・オープンの3回戦で、4年前の全仏決勝を戦ったフアン・カルロス・フェレーロに敗れた試合を最後に現役を引退した。
コスタは2009年から2011年までデビスカップスペイン代表の監督を務め、2009年と2011年に優勝に導いている。

## ATPツアー決勝進出結果

### シングルス: 21回 (12勝9敗)
| 大会グレード                                  |
| グランドスラム (1-0)                          |
| テニス・マスターズ・カップ (0-0)              |
| ATPマスターズシリーズ (1-2)                   |
| ATPインターナショナルシリーズ・ゴールド (2-2) |
| ATPインターナショナルシリーズ (8–5)           |

| サーフェス別タイトル |
| ハード (0–1)         |
| クレー (12-8)        |
| 芝 (0-0)             |
| カーペット (0-0)     |

| 結果   | No. | 決勝日        | 大会               | サーフェス | 対戦相手                     | スコア                     |
| ------ | --- | ------------- | ------------------ | ---------- | ---------------------------- | -------------------------- |
| 準優勝 | 1.  | 1995年3月26日 | カサブランカ       | クレー     | ギルベルト・シャーラー       | 4–6, 2–6                   |
| 準優勝 | 2.  | 1995年4月10日 | エストリル         | クレー     | トーマス・ムスター           | 4–6, 2–6                   |
| 優勝   | 1.  | 1995年8月6日  | キッツビュール     | クレー     | トーマス・ムスター           | 4–6, 6–4, 7–6(3), 2–6, 6–4 |
| 準優勝 | 3.  | 1996年2月12日 | ドバイ             | ハード     | ゴラン・イワニセビッチ       | 4–6, 3–6                   |
| 準優勝 | 4.  | 1996年4月22日 | モンテカルロ       | クレー     | トーマス・ムスター           | 3-6, 7-5, 6-4, 3-6, 2-6    |
| 優勝   | 2.  | 1996年7月14日 | グシュタード       | クレー     | フェリックス・マンティーリャ | 4–6, 7–6(2), 6–1, 6–0      |
| 優勝   | 3.  | 1996年8月11日 | サンマリノ         | クレー     | フェリックス・マンティーリャ | 7–6(7), 6–3                |
| 優勝   | 4.  | 1996年9月15日 | ボーンマス         | クレー     | マルク＝ケビン・ゲルナー     | 6–7(4), 6–2, 6–2           |
| 優勝   | 5.  | 1997年4月20日 | バルセロナ         | クレー     | アルベルト・ポルタス         | 7–5, 6–4, 6–4              |
| 優勝   | 6.  | 1997年9月14日 | マルベーリャ       | クレー     | アルベルト・ベラサテギ       | 6–3, 6–2                   |
| 優勝   | 7.  | 1998年5月10日 | ハンブルク         | クレー     | アレックス・コレチャ         | 6–2, 6–0, 1–0 途中棄権     |
| 準優勝 | 5.  | 1998年5月17日 | ローマ             | クレー     | マルセロ・リオス             | 不戦敗                     |
| 優勝   | 8.  | 1998年8月1日  | キッツビュール     | クレー     | アンドレア・ガウデンツィ     | 6–2, 1–6, 6–2, 3–6, 6–1    |
| 準優勝 | 6.  | 1998年9月14日 | ボーンマス         | クレー     | フェリックス・マンティーリャ | 3–6, 5–7                   |
| 優勝   | 9.  | 1999年4月11日 | エストリル         | クレー     | トッド・マーティン           | 7–6(4), 2–6, 6–3           |
| 優勝   | 10. | 1999年7月11日 | グシュタード       | クレー     | ニコラス・ラペンティ         | 7–6(4), 6–3, 6–4           |
| 優勝   | 11. | 1999年8月2日  | キッツビュール     | クレー     | フェルナンド・ビセンテ       | 7–5, 6–2, 6–7(5), 7–6(4)   |
| 準優勝 | 7.  | 2001年7月23日 | キッツビュール     | クレー     | ニコラス・ラペンティ         | 6–1, 4–6, 5–7, 5–7         |
| 準優勝 | 8.  | 2002年4月22日 | バルセロナ         | クレー     | ガストン・ガウディオ         | 4–6, 0–6, 2–6              |
| 優勝   | 12. | 2002年6月11日 | 全仏オープン       | クレー     | フアン・カルロス・フェレーロ | 6–1, 6–0, 4–6, 6–3         |
| 準優勝 | 9.  | 2002年7月15日 | アメルスフォールト | クレー     | フアン・イグナシオ・チェラ   | 1–6, 6–7(4)                |

### ダブルス: 1回 (1勝0敗)
| 結果 | No. | 決勝日       | 大会   | サーフェス | パートナー         | 対戦相手                                | スコア        |
| ---- | --- | ------------ | ------ | ---------- | ------------------ | --------------------------------------- | ------------- |
| 優勝 | 1.  | 2005年1月9日 | ドーハ | ハード     | ラファエル・ナダル | アンドレイ・パベル ミハイル・ユージニー | 6–3, 4–6, 6–3 |

## 4大大会優勝
- 全仏オープン：1勝（2002年）

| 年     | 大会         | 対戦相手                     | 試合結果           |
| ------ | ------------ | ---------------------------- | ------------------ |
| 2002年 | 全仏オープン | フアン・カルロス・フェレーロ | 6–1, 6–0, 4–6, 6–3 |

## 4大大会シングルス成績
略語の説明
| W | F | SF | QF | #R | RR | Q# | LQ | A | Z# | PO | G | S | B | NMS | P | NH |

W=優勝, F=準優勝, SF=ベスト4, QF=ベスト8, #R=#回戦敗退, RR=ラウンドロビン敗退, Q#=予選#回戦敗退, LQ=予選敗退, A=大会不参加, Z#=デビスカップ/BJKカップ地域ゾーン, PO=デビスカップ/BJKカッププレーオフ, G=オリンピック金メダル, S=オリンピック銀メダル, B=オリンピック銅メダル, NMS=マスターズシリーズから降格, P=開催延期, NH=開催なし.
| 大会           | 1994 | 1995 | 1996 | 1997 | 1998 | 1999 | 2000 | 2001 | 2002 | 2003 | 2004 | 2005 | 通算成績 |
| -------------- | ---- | ---- | ---- | ---- | ---- | ---- | ---- | ---- | ---- | ---- | ---- | ---- | -------- |
| 全豪オープン   | A    | A    | 2R   | QF   | 2R   | 1R   | 1R   | A    | 4R   | 3R   | 3R   | 1R   | 13–9     |
| 全仏オープン   | 1R   | QF   | 2R   | 3R   | 4R   | 3R   | QF   | 1R   | W    | SF   | 3R   | 1R   | 30–11    |
| ウィンブルドン | 1R   | A    | 2R   | A    | 2R   | 1R   | A    | A    | A    | A    | 1R   | A    | 2–5      |
| 全米オープン   | 1R   | A    | 1R   | 1R   | 1R   | 1R   | 2R   | 4R   | 2R   | 2R   | 1R   | 1R   | 6–11     |